# Ресурси
Ресурси (англ. resources) — все, що можна використати для виробництва благ для задоволення потреб людини. Включають природні і людські ресурси. Також ресурсами вважають інвестиції і інфраструктуру

## Природні ресурси
Природні ресурси — це однорідні складові природи, що є елементами екосистеми і придатні для задоволення певних потреб людини. Природні ресурси поділяються на ресурси неживої природи і ресурси живої природи.
Природні ресурси — сукупність об'єктів і систем живої та неживої природи, компоненти природного середовища, що оточують людину, які використовуються в процесі суспільного виробництва для задоволення матеріальних і культурних потреб людини та суспільства. Природні ресурси класифікують за різними критеріями: приналежністю до тих чи інших компонентів природи (мінеральні, кліматичні, лісові, водні тощо); можливістю відтворення в процесі використання — на вичерпні (поновлювальні й непоновлювальні П.р.) і невичерпні та ін. До Природних ресурсів входять сонячна енергія, атмосфера, гідросфера, наземна рослинність, ґрунт, тваринний світ, ландшафт, корисні копалини.

## Економічні ресурси

### Класифікація економічних ресурсів
Економічні ресурси, ресурси виробництва — це те, що необхідно для створення споживчих благ. 
Фактори виробництва — це ресурси, які задіяно у виробництві.
У сучасній економічній теорії розрізняють чотири види ресурсів:
1. Природні, або "земля" (повітря, вода і т. д.).
2. Капітал (капітальні блага, матеріальні ресурси, засоби виробництва) — машини, будівлі, устаткування.
3. Праця (здібності до праці, трудові ресурси).
4. Підприємництво (підприємницькі здібності, підприємницький хист).

Земля і капітал — матеріальні ресурси, праця і підприємництво — людські ресурси.
Власником ресурсів в економіці є домогосподарство, яке продає ресурси фірмі на ринку ресурсів й одержує за це кошти, для придбання необхідних товарів і послуг з метою задоволення своїх потреб.

### Факторні доходи
Відповідно до видів економічних ресурсів розділяються факторні доходи (доходи на фактори виробництва, або на ресурси, які вже задіяні в економічному процесі):
1. Рента (у вигляді орендної плати).
2. Процент (дохід на капітал).
3. Заробітна плата (оплата праці).
4. Прибуток (винагорода за підприємницький ризик).

Сукупність факторних доходів — національний дохід — один з показників Системи національних рахунків, яка використовується для оцінки результатів національного виробництва.

### Принципова особливість економічних ресурсів
Принциповою особливістю економічних ресурсів є їхня обмеженість, або дефіцитність.

### Ринки ресурсів
В мікроекономіці розглядають два основних види ресурсних ринків — ринок праці і ринок капіталу, на яких фірма купує відповідні ресурси у домогосподарства.
В макроекономіці в моделі кругових потоків усі ресурсні ринки агрегуються в ринок ресурсів, на якому сектор домогосподарств продає свої ресурси секторові фірм.

## Людські ресурси
Людські ресурси — сукупність працівників з кваліфікацією до розробки або підтримки продукту або сервісу.
Людські ресурси в економіці розділяються на здібності до праці та здібності до підприємництва.